# Grand Rivers
Grand Rivers är en ort i Livingston County, Kentucky, USA. År 2010 hade orten 382 invånare. Den har enligt United States Census Bureau en area på 4,9 km², varav 0,1 km² är vatten.